# 헤더 린드
헤더 린드(Heather Lind, 1983 3월 22일 ~ )는 미국의 배우이다. 배우 크리스티나 베넷 린드와 쌍둥이 자매 사이이다.

## 출연 작품
- 하프 더 퍼펙트 월드 (2016)
- 스틸링 카스 (2015)
- 턴 시즌2 (2015)
- 데몰리션 (2015)
- 미스트리스 아메리카 (2015)
- 턴 시즌1 (2013)
- 더 위켄드 (2013)